# (30965) 1994 XW
1994 أكس دابليو (ويعرف أيضًا باسم (30965) 1994 أكس دابليو وفق تسمية الكوكب الصغير) (بالإنجليزية: 1994 XW)‏ هو كويكب ضمن حزام الكويكبات؛ وترتيبه 30965 من حيث الاكتشاف.
اكتُشف هذا الجُرم الفلكي بواسطة تاكيشي أوراتا ‏ في 2 ديسمبر 1994.

## وصلات خارجية
- (30965) 1994 XW في قاعدة بيانات مختبر الدفع النفاث لأجرام النظام الشمسي الصغيرة

- الاكتشاف · مخطط المدار ·  العناصر المدارية · المعلمات المادية

- (30965) 1994 XW على موقع ويكي سكاي: DSS2, SDSS, GALEX, IRAS, Hydrogen α, X-Ray, Astrophoto, Sky Map, Articles and images